# Tipula (Triplicitipula) barnesiana
Tipula (Triplicitipula) barnesiana is een tweevleugelige uit de familie langpootmuggen (Tipulidae). De soort komt voor in het Palearctisch gebied.